# Partido Socialdemócrata (Serbia)
El Partido Socialdemócrata (en serbio: Socijaldemokratska stranka, cirílico serbio: Социјалдемократска странка, abreviado SDS) es un partido político de Serbia. Fue fundado en 2014 por el expresidente del país Boris Tadić, quien antes integraba el Partido Demócrata. Entre junio y octubre de 2014 el partido pasó a llamarse el Nuevo Partido Democrático (Nova demokratska stranka/Нова демократска странка, NDS).

## Historia
Tadić ya empezaba a expresar ciertos desacuerdos con el Partido Demócrata por el 2012, pero no fue hasta febrero de 2014 cuando reveló públicamente su intención de seceder de tal partido y crear uno nuevo para participar en las elecciones del mes próximo. Al darse cuenta de que no disponía del tiempo suficiente para registrar un partido nuevo antes de las elecciones, Tadić y sus seguidores hicieron un trato con los Verdes de Serbia, y así el 10 de febrero tal partido pasó a llamarse "Nuevo Partido Democrático - Verdes".
En la elección formaron una coalición con Juntos por Serbia, la Liga de Socialdemócratas de Voivodina y otros partidos más pequeños, obteiendo 5,7% de los votos y por consiguiente 18 escaños en la Asamblea Nacional. De éstos, 11 fueron asignados al grupo del "Nuevo Partido Democrático - Verdes", no obstante 10 de éstos decidieron seguir a Tadić, quedando sólo un escaño en el grupo original de los Verdes (Ivan Karić).
Después de las elecciones surgen divergencias entre el grupo de Tadić y los Verdes originales, por lo cual ambos grupos vuelven a separarse. El grupo de Tadić y los Verdes originales vuelven a tomar los nombres "Nuevo Partido Democrático" y "Verdes de Serbia", respectivamente.
Para las elecciones de abril de 2016, el SDS forma una coalición con el Partido Liberal-demócrata y nuevamente con la Liga de Socialdemócratas de Voivodina. La coalición obtiene poco más del mínimo de porcentaje para ser representada en el parlamento. Con un 5,02% por ciento del voto se aseguran 13 escaños, 5 de los cuales pasan a control directo del SDS.

## Presidentes
| # | Nombre (Nacimiento-muerte) | Nombre (Nacimiento-muerte) | Inicio del período   | Término del período |
| - | -------------------------- | -------------------------- | -------------------- | ------------------- |
| 1 | Boris Tadić (1958-)        |                            | 4 de octubre de 2014 | En el cargo         |

## Resultados electorales

### Elecciones parlamentarias
| Elecciones | Cabeza de lista | # de votos | %     | Escaños | Estatus   | Notas                       |
| ---------- | --------------- | ---------- | ----- | ------- | --------- | --------------------------- |
| 2014       | Boris Tadić     | 204.767    | 5,70% | 9/250   | Oposición | Coalición con ZZS, LSV y ZS |
| 2016       | Boris Tadić     | 189.564    | 5,02% | 5/250   | Oposición | Coalición con LDP y LSV     |